# Pedro Argota
Pedro Horacio Argota (San Ramón de la Nueva Orán, 15 de febrero de 1951) es un exfutbolista argentino que militó en varios equipos de su país donde ocupó la posición de delantero; debutó en 1981 en el Club Atlético Ledesma mientras que con Rosario Central fue campeón del Torneo de Primera División 1986/87.

## Carrera
Puntero de baja estatura, hábil y muy veloz, en sus inicios como juvenil en Atlético Ledesma de Jujuy fue conocido por Ángel Tulio Zof; el Viejo lo llevó a Rosario Central para afrontar la temporada 1982. Su debut se produjo el 12 de febrero ante Gimnasia y Esgrima de Mendoza, en cotejo válido por la 1.ª fecha del Nacional con triunfo canalla 3-0. Durante ese año sumó 26 presencias y 3 goles, aunque en 1983, tras el alejamiento de Zof de la conducción técnica del club rosarino, no sumó partidos en el primer equipo.
Durante 1984 jugó cedido a préstamo en dos equipos a su tiempo; en el Nacional lo hizo para Atlético Ledesma, donde se reencontró con Zof, mientras que en el Metropolitano defendió los colores de Racing de Córdoba.
En el equipo cordobés fue dirigido por Pedro Marchetta, quien en 1985 se hizo cargo de Rosario Central, tras la pérdida de categoría del club auriazul. Disputó 38 de los 42 partidos de su equipo en el Campeonato de Primera División B y marcó 4 goles, siendo su aporte relevante para que el canalla recuperara la categoría al obtener el título de la divisional.
A partir de una adecuación en el calendario deportivo del fútbol argentino, Rosario Central debió transcurrir los primeros seis meses de 1986 sin competir oficialmente, por lo que cedió a préstamo a sus futbolistas por dicho lapso de tiempo. El destino de Argota fue Quilmes.
Retornó entonces al club de Barrio Arroyito para disputar el Campeonato de Primera División 1986-87, con el elenco centralista nuevamente conducido por Ángel Zof; allí Argota disputó 10 partidos ingresando desde el banco, haciendo su aporte para la obtención del campeonato, marcando un hito al ser el único club del fútbol argentino en consagrarse en Primera División inmediatamente después de haber ascendido. Continuó en el club hasta fines de 1987, disputando la Copa Libertadores, torneo en el que jugó cuatro partidos. Su estadística en los tres ciclos como futbolista de Rosario Central se resume en 80 partidos y 7 goles convertidos.
Completó la temporada 1987-88 jugando nuevamente para Racing de Córdoba; luego vistió la casaca de Colón durante el Campeonato Nacional B 1988-89, para cerrar su carrera en Deportivo Tabacal de Hipólito Yrigoyen, provincia de Salta, en el Torneo del Interior 1989-90.

## Clubes
| Club              | País      | Año       |
| ----------------- | --------- | --------- |
| Atlético Ledesma  | Argentina | 1981-1982 |
| Rosario Central   | Argentina | 1982-1983 |
| Atlético Ledesma  | Argentina | 1984      |
| Racing de Córdoba | Argentina | 1984      |
| Rosario Central   | Argentina | 1985      |
| Quilmes           | Argentina | 1986      |
| Rosario Central   | Argentina | 1986-1987 |
| Colón             | Argentina | 1988-1989 |
| Deportivo Tabacal | Argentina | 1989      |

## Palmarés
| Título           | Equipo                | País      | Año     |
| ---------------- | --------------------- | --------- | ------- |
| Segunda División | C. A. Rosario Central | Argentina | 1985    |
| Primera División | C. A. Rosario Central | Argentina | 1986-87 |